# 原州駅
原州駅（ウォンジュえき）は、大韓民国江原特別自治道原州市茂実洞にある、韓国鉄道公社（KORAIL）中央線の駅。

## 概要
中央線の単独駅であるが、当駅から太白線直通のムグンファ号の運行も設定されている。
2021年1月5日の西原州 - 堤川間の複線電化線開通以前は、北へ約5km程度離れた鶴城洞付近に駅が存在した。

## 歴史
- 1940年4月1日：普通駅として開業[1]。
- 1950年6月30日: 駅舎焼失。
- 1955年12月30日 : 2代目駅舎竣工。
- 1969年1月22日 : 駅舎増築。
- 1979年6月11日 : 3代目駅舎着工。
- 1980年5月3日 : 3代目駅舎竣工。
- 2013年4月12日 : 中部内陸循環列車(O-Train)運行開始。
- 2014年11月1日 : ITX-セマウル運行開始。
- 2015年
  - 6月1日 : 中部内陸循環列車の運行経路変更に伴い、当駅に停車しなくなる。
  - 8月1日 : 旌善アリラン列車(A-Train)が停車するようになる。
- 2019年12月31日 : 貨物取り扱い中止[2]
- 2021年
  - 1月5日 ： 西原州駅 - 堤川駅間の新線切り替えに伴い駅移設。同時に4代目駅舎使用開始。およびITX-セマウル運行終了、KTXの停車開始。
  - 4月19日 : 原州駅観光案内所が移設[3]。

## 駅構造

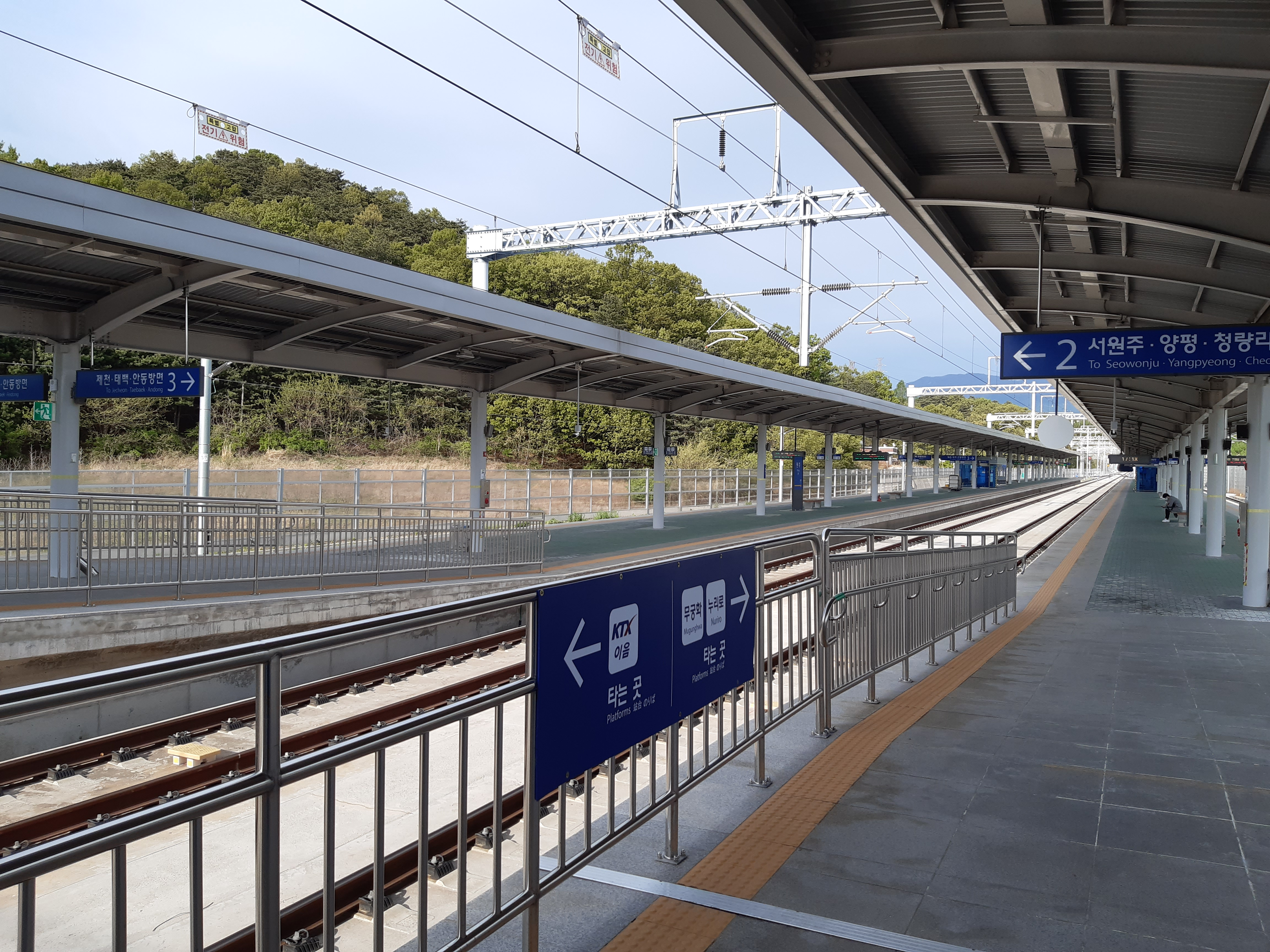
ホーム

島式ホーム2面4線の地上駅。

### のりば
| 1・2 | 中央線 | ムグンファ号、ヌリロ KTX | 龍門・楊平・徳沼・清凉里方面 |
| 3・4 | 中央線 | ムグンファ号、ヌリロ KTX | 堤川・太白・安東・釜田方面   |

## 駅周辺
- イーマート原州店
- 中央高速道路南原州インターチェンジ（朝鮮語版）

## 隣の駅
韓国鉄道公社
中央線
KTX
西原州駅 - 原州駅 - 堤川駅
ヌリロ・ムグンファ号
西原州駅 - 原州駅 - 鳳陽駅
旌善アリラン列車
清凉里駅 - 原州駅 - 堤川駅